# توماس هورتو
توماس هورتو (انگلیسی: Thomas Heurtaux؛ زادهٔ ۳ ژوئیهٔ ۱۹۸۸) بازیکن فوتبال اهل فرانسه است.
از باشگاه‌هایی که در آن بازی کرده‌است می‌توان به باشگاه فوتبال هلاس ورونا، باشگاه فوتبال کان، و باشگاه فوتبال اودینزه اشاره کرد.